# Donnie Yen
Donnie Yen (født 27. juli 1963) er en Hong Kong-skuespiller, kampkunstner, filminstruktør,  kampkoreograf og filmproducer. Bortset fra at være en kendt film-og tv skuespiller i Hong Kong, har Yen også fået international anerkendelse for at blive vist i mange film sammen med andre prominente og internationalt kendte skuespillere som Jackie Chan, Jet Li og Michelle Yeoh. Han anses for at være Hong Kongs top actionstjerne, filminstruktøren Peter Chan omtalte ham som, "he is the 'it' action person right now" og "has built himself into a bona fide leading man, who happens to be an action star."

## Tidlige liv
Yen mor, Bow-sim Mark, er en Wudangquan (intern kampsport) stormester, mens hans far, Klyster Yen, er en avisredaktør. Da Yen var to år gammel, flyttede han til Hong Kong med sin familie, og de flyttede til Boston, Massachusetts, USA, da han var 11. Hans lillesøster, Chris Yen, er også en kampkunstner og skuespiller, der dukkede op i filmen Adventures of Johnny Tao: Rock Around the Dragon fra 2007. I en ung alder, med påvirkning fra sin mor, udviklede Yen en interesse i kampsport og begyndte at eksperimentere med forskellige stilarter, lige fra tai-chi til Wushu. Yen fokuserede på at øve sig på Wushu efter han droppede ud af skolen. Hans forældre var bange for, at han brugte for meget tid i Boston Combat Zone, så de sendte ham til Beijing på en to-årig uddannelse med Beijing Wushu Team. Under sin grunduddannelse i Guangzhou, bad Yen's instruktør Lee Yu-man ham om at ændre sin multe frisure, fordi det var upassende. Da Yen besluttet sig for at vende tilbage til USA, lavede en side-tur til Hong Kong og mødte actionkoreografen Yuen Woo-ping der.

## Karriere
Yen påtog sig rollen som en stuntman i hans tidligste film, Shaolin Drunkard (1983) og Taoism Drunkard (1984). I en alder af 20, fik han sin første hovedrolle i filmen Drunken Tai Chi, fra 1984 og filmen bidrog til at gøre Yen mere bemærkelsesværdig, selv om det ikke var en kritisk succesfaktor.
Yen fik sin gennembrud rolle som General Nap-lan i Once Upon a Time i China II (1992), der indeholdt en dramatisk kamp scene mellem hans karakter og Wong Fei-hung (spillet af Jet Li).
Yen og Li optrådte sammen igen i filmen Hero fra 2002, hvor Yen spillede en spyd (eller Qiang) kæmper, som kæmpede med Li's karakter, en unavngiven sværdkæmper . Filmen blev nomineret til Best Foreign Language Film Oscar til Oscar-uddelingen i 2003, men tabte til den tyske film Ingensteds Afrika.
I 1997 startede Yen et produktionsselskab kaldet Bullet Films, og fik sin debut som instruktør i Legend of the Wolf (1997) og Ballistic  Kiss (1998), hvor han spillede hovedrollen. Yen fortsatte med at koreografere kampscener og optrådte i mindre roller i nogle Hollywoodfilm, som f.eks Highlander: Endgame (2000) og Blade 2 (2002).
I 2003 spillede Yen sammen med Jackie Chan i Shanghai Knights. Hans antagonist-rolle, Wu Chow, blev oprindeligt tilbudt til Robin Shou, der spillede hans filmnemesis i Tiger Cage 2 (1990), men Shou takkede nej til tilbuddet på grund af planlægnings-konflikter og Yen overtog rollen i stedet.

## Personlige liv
Yen giftede sig med Cecilia Cissy Wang i Toronto i 2003. Wang var fortaler for " Miss Chinese Toronto 2000 "og vinder af" Miss Vitalitet "og" Miss Perfect figur"-priserene. De har sammen en datter, Jasmine, født i 2004, og en søn, James, født i 2007. Yen har også en anden søn ved navn, Man-Cheuk Yen, fra et tidligere ægteskab.

## Filmografi
- Ip Man - 2008
- Ip Man 2 - 2010
- Ip Man 3 - 2015
- Ip Man 4 - 2019
- Rogue One: A Star Wars Story - 2016
- xXx: Return of Xander Cage - 2017